# Lacsny Vince
Folkusfalvi Lacsny Vince (Mád, 1816. január 22. – Szepsi, 1889. szeptember 27.) római katolikus esperes-plébános.

## Élete
Felszenteltetett 1837. szeptember 14-én, azután a kassai püspöki irodában alkalmazták. 1838-ban Monokon volt segédlelkész, majd adminisztrátor és 1840-ban ugyanott plébános. 1868-ban alesperes helyettes, 1870-ben plébános és alesperes Szepsiben (Abaúj megye), ott érte a halál 1889-ben.
Levele van az Archaeológiai Értesítőben (1870. 219. lap H.-Kéresről) és cikke a Hazánk és a Külföldben (1870. A munkácsi állambörtön krónikája, 65 államfogolyról).